# Патрик Девіль
Патрик Девіль (фр. Patrick Deville, 14 грудня 1957) — французький письменник. Лауреат премії Феміна за 2012 рік.

## Біографія
Закінчив Нантський університет, де вивчав порівняльне літературознавство та філософію. У 1980-і роки проживав за межами Франції: Близький Схід, Нігерія, Алжир. У 1990-і роки тривалий час перебував на Кубі, в Уругваї та в країнах Центральної Америки.
1996 року заснував у Сен-Назер журнал «Meet». Працює головним редактором цього журналу. Також заснував при журналі «Премію молодої латино-американської літератури».
2012 року його роман Чума і холера (про життя бактеріолога Александра Єрсена) був визнаний одним з найкращих нових романів осені 2012 року: роман фігурував майже у всіх списках претендентів на літературні премії. Роман «Чума і холера» був відзначений Премією роману FNAC та премією Феміна.
Твори Девіля перекладено десятьма мовами.

## Твори
- 1987 : Cordon-bleu, éditions de Minuit
- 1988 : Longue Vue, éditions de Minuit
- 1992 : Le Feu d'artifice, éditions de Minuit
- 1995 : La Femme parfaite, éditions de Minuit
- 2000 : Ces deux-là, éditions de Minuit
- 2004 : Pura vida, éditions du Seuil
- 2006 : La Tentation des armes à feu, éditions du Seuil
- 2009 : Equatoria, éditions du Seuil
- 2011 : Kampuchéa, éditions du Seuil
- 2011 : Vie et mort sainte Tina l'exilée, éditions publie.net
- 2012 : Peste et Choléra, éditions du Seuil — Prix du roman Fnac та Премія Феміна 2012